# Габріела Гонсалес
Габріе́ла Гонса́лес (ісп. Gabriela González; 24 лютого 1965, Кордова, Аргентина — професор фізики та астрономії в Державному університеті Луїзіани.

## Біографія
Габріела Гонсалес народилась 24 лютого 1965 року в аргентинському місті Кордова. Вона закінчила національний університет в Кордова. Габріела була речником наукової співпраці LIGO з березня 2011 року до березня 2017 року.
У 2007 році вона стала стипендіатом Американського фізичного товариства. У 2016 році вона отримала нагороду Джессі У. Промені, а в 2007 р. премію Едварда А. Буше. У 2017 році вона була обрана до Американської академії мистецтв і наук та Національної академії наук та отримала премію Бруно Россі разом із командою LIGO.
Вона громадянка США. Гонсалес одружена з фізиком гравітації Хорхе Пулліном, який також викладає в університеті Луїзіани.

## Наукова діяльність
Габріела Гонсалес опублікувала кілька робіт про броунівський рух як обмеження чутливості гравітаційно-хвильових детекторів. Працювала над аналізом даних для гравітаційно-хвильової астрономії.
У лютому 2016 року Гонсалес була одною із чотирьох вчених LIGO, які оголосили, що перше спостереження прямої гравітаційної хвилі було виявлено у вересні 2015 року. Гонсалес була обрана до членства в Національній академії наук США у травні 2017 року.